# CNNモーニング
『CNNモーニング』（シーエヌエヌ モーニング）は、1989年10月2日から1991年9月29日にテレビ朝日系一部地域で放送したアメリカ・CNNの映像を中心とした早朝のニュース情報番組である。

## 概要
平日深夜帯の大型情報番組『こだわりTV PRE☆STAGE』に内包されていた『CNNデイウォッチ』平日版の機能を早朝帯に移し、それまで同じ枠で放送されていた『さわやかトゥデイ』『モーニングセンサー』『おはよう!CNN』を統合・発展させ、さらに『ANNニュースフレッシュ』を内包させたのが『CNNモーニング』である。
テレビ朝日と独占契約を結んでいるアメリカのニュースチャンネル・CNNから入電する映像を中心に、5時台は「NEWS DAY」、6時台前半は「WORLD WATCH」。そして『ANNニュースフレッシュ』を挟み6時45分からは、松田奈利子とCNNのニュース映像を元に英会話をレッスンする「English Shower」の3部構成であった。スタジオセットは、同じ日に開始した『600ステーション』と共用で、アーク放送センターNスタジオから放送された。
1990年4月からは、平日帯は5時30分からの30分番組に短縮させ、6時台は『CNNデイブレイク』に代わり、その半年後の1990年10月に5時台も統合され90分番組となり、平日枠は終了。一方、『おはよう!CNN』を踏襲させた週末版は継続したが、1991年10月に『ザ・CNN』にタイトル変更され、担当していた西森マリーも続投した上で、1993年9月まで放送された。

## 放送時間
※すべて日本時間で記す。
| 期間                          | CNNモーニング       | CNNモーニング       | CNNモーニング English Shower |
| 期間                          | 平日                | 週末                | CNNモーニング English Shower |
| ----------------------------- | ------------------- | ------------------- | ---------------------------- |
| 1989年10月1日 - 1990年3月30日 | 5:30 - 6:30（60分） | 6:45 - 7:00（15分） | 6:45 - 7:00（15分）          |
| 1990年4月2日 - 1990年9月30日  | 5:30 - 6:00（30分） | 6:45 - 7:00（15分） | （放送終了）                 |
| 1990年10月7日 - 1991年9月29日 | （放送終了）        | 6:45 - 7:00（15分） | （放送終了）                 |

平日は1990年3月まで6:30～6:45に『ANNニュースフレッシュ』を内包。また「CNNモーニング」では6:00に飛び乗りポイントがあった。

## 出演者

### 平日（1989年10月～1990年3月）
この時期は、English Showerの松田を除いて、メイン・サブキャスターが曜日ごとに異なっていた。
メイン（コメンテーター）
- 伊豆見元 - 水曜日担当。
- 小西克哉 - 月曜日担当、『CNNデイブレイク』も続投。
- 坂本明美 - 金曜日担当。
- 篠田豊 - 木曜日担当。
- 田中克人 - 火曜日担当。

サブ（進行）
- 西森マリー - 木曜日担当、週末版も兼任。
- 光岡ディオン - 担当曜日は不明。
- 山上万恵美 - 水・金曜日担当。

English Shower
- 松田奈利子

### 平日（1990年4月～9月）
- 田中克人
- 中村友美

### 週末
- 西森マリー
- 国吉伸洋 - 当時テレビ朝日アナウンサー

## スタッフ
- 「NEWSDAY」「WORLDWATCH」オープニング・「English Shower」エンディング（後提供部分）：Yam Who?「Tokyo Space Lab」
- 「English Shower」オープニング・本編エンディング：堀井勝美「HOUSE OF PENINSULA」